# Ligue des champions de basket-ball 2023-2024
Navigation
2022-2023 2024-2025
La Ligue des champions de basket-ball 2023-2024 est la huitième édition de la Ligue des champions de basket-ball.

## Équipes engagées
Un total de 54 équipes participent à cette édition de la Ligue des Champions. 32 d'entre elles sont directement qualifiées pour la saison régulière, les 29 clubs restants doivent passer par des qualifications pour déterminer les 3 dernières équipes participant à la saison régulière.
- 1er, 2e, etc. : Place dans le championnat domestique
- BCL: Tenant du titre de l'édition précédente
- FEC: Vainqueur de Coupe d'Europe FIBA
- WC: Wild card

| Saison régulière             | Saison régulière         | Saison régulière                      | Saison régulière             |
| ---------------------------- | ------------------------ | ------------------------------------- | ---------------------------- |
| Pınar Karşıyaka (2e)         | Unicaja Málaga (3e)      | JDA Dijon (5e)                        | BK Opava (1er)               |
| Bursaspor Info Yatirim (5e)  | CB Lenovo Tenerife (6e)  | Le Mans SB (6e)                       | Falco Szombathely (1er)      |
| Darüşşafaka SK (6e)          | UCAM Murcia (9e)         | Hapoël Bank Yahav Jérusalem (3e)      | VEF Riga (1er)               |
| Tofaş Bursa SK (7e)          | Rio Breogán (10e)        | Hapoël Holon (4e)                     | KK Igokea (1er)              |
| Galatasaray SK (8e)          | Peristéri BC (3e)        | Bertram Derthona Tortona (3e)         | Wilki Morskie Szczecin (1er) |
| Telekom Baskets Bonn (2e)BCL | PAOK Salonique (4e)      | Dinamo Banco di Sardegna Sassari (4e) |                              |
| MHP Riesen Ludwigsburg (4e)  | Promithéas Patras (5e)   | Fillou Ostende (1er)                  |                              |
| EWE Baskets Oldenbourg (6e)  | AEK BETSSON Athènes (6e) | Rytas Vilnius (2e)                    |                              |
| Qualifications               |                          |                                       |                              |
| Obradoiro CAB (11e)          | Antwerp Giants (2e)      | BC Kalev (1er)                        | Norrköping Dolphins (1er)    |
| BG 74 Göttingen (7e)         | BC Jonava (4e)           | AEK Larnaca (1er)                     | Mornar Bar (3e)              |
| Cholet Basket (7e)           | Heroes Den Bosch (3e)    | Fribourg Olympic (1er)                | KB Peja (1er)                |
| SIG Strasbourg (8e)          | CSM CSU Oradea           | Patrioti Levice (1er)                 | TSU Tbilisi (1er)            |
| Ironi Ness Ziona (6e)        | SL Benfica Lisbonne      | FMP Belgrade (2e)                     |                              |
| NB Brindisi (7e)             | Legia Varsovie (4e)      | Karhu Basket (2e)                     |                              |
| Pallacanestro Varèse (13e)   | Bakken Bears (1er)       | Caledonia Gladiators (4e)             |                              |

## Calendrier
Ce tableau présente le calendrier de la saison.
| Nom               | Nom               | Date aller                  | Date retour                 | Date décisive               |
| Qualifications    | Qualifications    | Qualifications              | Qualifications              | Qualifications              |
| ----------------- | ----------------- | --------------------------- | --------------------------- | --------------------------- |
| Pré-qualification | Pré-qualification | 24 septembre                | 24 septembre                | 24 septembre                |
| 1/4 de finales    | 1/4 de finales    | 25, 26 et 27 septembre      | 25, 26 et 27 septembre      | 25, 26 et 27 septembre      |
| 1/2-finales       | 1/2-finales       | 28 et 29 septembre          | 28 et 29 septembre          | 28 et 29 septembre          |
| Finales           | Finales           | 30 septembre et 1er octobre | 30 septembre et 1er octobre | 30 septembre et 1er octobre |
| Saison régulière  |                   |                             |                             |                             |
| Journée 1         | Journée 1         | 17 et 18 octobre            | 17 et 18 octobre            | 17 et 18 octobre            |
| Journée 2         | Groupes A-D       | 24, 25 et 31 octobre        | 24, 25 et 31 octobre        | 24, 25 et 31 octobre        |
| Journée 2         | Groupes E-H       |                             |                             |                             |
| Journée 3         | Groupes A-D       | 7, 8 et 14 novembre         | 7, 8 et 14 novembre         | 7, 8 et 14 novembre         |
| Journée 3         | Groupes E-H       |                             |                             |                             |
| Journée 4         | Groupes A-D       | 21, 22 et 29 novembre       | 21, 22 et 29 novembre       | 21, 22 et 29 novembre       |
| Journée 4         | Groupes E-H       |                             |                             |                             |
| Journée 5         | Groupes A-D       | 5, 6 et 12 décembre         | 5, 6 et 12 décembre         | 5, 6 et 12 décembre         |
| Journée 5         | Groupes E-H       |                             |                             |                             |
| Journée 6         | Journée 6         | 19 et 20 décembre           | 19 et 20 décembre           | 19 et 20 décembre           |
| Play-ins          | Play-ins          | 2 et 3 Janvier 2024         | 09 et 10 Janvier 2024       | 16 et 17 Janvier 2024       |
| Top 16            |                   |                             |                             |                             |
| Journée 1         | Journée 1         | 23 et 24 janvier 2024       | 23 et 24 janvier 2024       | 23 et 24 janvier 2024       |
| Journée 2         | Journée 2         | 30 et 31 janvier 2024       | 30 et 31 janvier 2024       | 30 et 31 janvier 2024       |
| Journée 3         | Journée 3         | 6 et 7 février 2024         | 6 et 7 février 2024         | 6 et 7 février 2024         |
| Journée 4         | Journée 4         | 5 et 6 mars 2024            | 5 et 6 mars 2024            | 5 et 6 mars 2024            |
| Journée 5         | Journée 5         | 12 et 13 mars 2024          | 12 et 13 mars 2024          | 12 et 13 mars 2024          |
| Journée 6         | Journée 6         | 19 et 20 mars 2024          | 19 et 20 mars 2024          | 19 et 20 mars 2024          |
| Phase finale      |                   |                             |                             |                             |
| 1/4 de finales    |                   |                             |                             |                             |
| Final four        |                   |                             |                             |                             |

## Phase qualificative
Un total de 25 équipes participe aux tours de qualification cette saison. Celles-ci sont réparties selon leur place dans leur championnat national (pots 1 et 2 pour les champions), et leur ranking FIBA (pots 3 à 6). Le tirage au sort les répartit dans trois tableaux dont chaque vainqueur accède à la saison régulière de la Ligue des Champions. Un tour préliminaire supplémentaire est organisé pour départager les deux dernières équipes souhaitant entrer dans les qualifications. Toutes les rencontres se déroulent à Antalya, à l'Antalya Sports Hall, du 24 septembre au 1eroctobre 2023.
Les équipes éliminées sont reversées en Coupe d'Europe FIBA si elles y sont candidates.

### Pré-qualification
| Équipe 1         | Résultat | Équipe 2             |
| ---------------- | -------- | -------------------- |
| Fribourg Olympic | 57-51    | Caledonia Gladiators |

### Tournoi de qualification 1 - Groupe G (Serik, Turquie)
|  | Quarts de finale    | Quarts de finale    | Quarts de finale    | Quarts de finale    |                     |                     | Demi-finales | Demi-finales | Demi-finales | Demi-finales |  |  | Finale       | Finale       | Finale       | Finale       |
|  |                     |                     |                     |                     |                     |                     |              |              |              |              |  |  |              |              |              |              |
|  | 25 septembre        | 25 septembre        | 25 septembre        | 25 septembre        |                     |                     | 27 septembre | 27 septembre | 27 septembre | 27 septembre |  |  | 29 septembre | 29 septembre | 29 septembre | 29 septembre |
|  | 25 septembre        | 25 septembre        | 25 septembre        | 25 septembre        |                     |                     | 27 septembre | 27 septembre | 27 septembre | 27 septembre |  |  | 29 septembre | 29 septembre | 29 septembre | 29 septembre |
|  | Bakken Bears        | Bakken Bears        | 103                 | 103                 |                     |                     | 27 septembre | 27 septembre | 27 septembre | 27 septembre |  |  | 29 septembre | 29 septembre | 29 septembre | 29 septembre |
|  | Bakken Bears        | Bakken Bears        | 103                 | 103                 |                     |                     | 27 septembre | 27 septembre | 27 septembre | 27 septembre |  |  | 29 septembre | 29 septembre | 29 septembre | 29 septembre |
|  | KB Peja             | KB Peja             | 79                  | 79                  |                     |                     | 27 septembre | 27 septembre | 27 septembre | 27 septembre |  |  | 29 septembre | 29 septembre | 29 septembre | 29 septembre |
|  | KB Peja             | KB Peja             | 79                  | 79                  | Bakken Bears        | Bakken Bears        | 68           | 68           |              |              |  |  | 29 septembre | 29 septembre | 29 septembre | 29 septembre |
|  |                     |                     |                     |                     | Bakken Bears        | Bakken Bears        | 68           | 68           |              |              |  |  | 29 septembre | 29 septembre | 29 septembre | 29 septembre |
|  |                     |                     | Norrköping Dolphins | Norrköping Dolphins | 78                  | 78                  |              |              |              |              |  |  | 29 septembre | 29 septembre | 29 septembre | 29 septembre |
|  | BC Kalev            | BC Kalev            | Norrköping Dolphins | Norrköping Dolphins | 78                  | 78                  | 78           | 78           |              |              |  |  | 29 septembre | 29 septembre | 29 septembre | 29 septembre |
|  | BC Kalev            | BC Kalev            |                     |                     |                     |                     |              | 78           |              |              |  |  | 29 septembre | 29 septembre | 29 septembre | 29 septembre |
|  | Norrköping Dolphins | Norrköping Dolphins | 82                  | 82                  |                     |                     |              |              |              |              |  |  | 29 septembre | 29 septembre | 29 septembre | 29 septembre |
|  | Norrköping Dolphins | Norrköping Dolphins | 82                  | 82                  | Norrköping Dolphins | Norrköping Dolphins | 73           | 73           |              |              |  |  |              |              |              |              |
|  |                     |                     |                     |                     | Norrköping Dolphins | Norrköping Dolphins | 73           | 73           |              |              |  |  |              |              |              |              |
|  |                     |                     | SL Benfica Lisbonne | SL Benfica Lisbonne | 83                  | 83                  |              |              |              |              |  |  |              |              |              |              |
|  | SL Benfica Lisbonne | SL Benfica Lisbonne | SL Benfica Lisbonne | SL Benfica Lisbonne | 83                  | 83                  | 122          | 122          |              |              |  |  |              |              |              |              |
|  | SL Benfica Lisbonne | SL Benfica Lisbonne |                     |                     |                     |                     |              |              |              |              |  |  |              |              |              |              |
|  | TSU Tbilissi        | TSU Tbilissi        | 62                  | 62                  |                     |                     |              |              |              |              |  |  |              |              |              |              |
|  | TSU Tbilissi        | TSU Tbilissi        | 62                  | 62                  | SL Benfica Lisbonne | SL Benfica Lisbonne | 87           | 87           |              |              |  |  |              |              |              |              |
|  |                     |                     |                     |                     | SL Benfica Lisbonne | SL Benfica Lisbonne | 87           | 87           |              |              |  |  |              |              |              |              |
|  |                     |                     | AEK Larnaca         | AEK Larnaca         | 59                  | 59                  |              |              |              |              |  |  |              |              |              |              |
|  | Patrioti Levice     | Patrioti Levice     | AEK Larnaca         | AEK Larnaca         | 59                  | 59                  | 66           | 66           |              |              |  |  |              |              |              |              |
|  | Patrioti Levice     | Patrioti Levice     |                     |                     |                     |                     |              | 66           |              |              |  |  |              |              |              |              |
|  | AEK Larnaca         | AEK Larnaca         | 74                  | 74                  |                     |                     |              |              |              |              |  |  |              |              |              |              |
|  | AEK Larnaca         | AEK Larnaca         | 74                  | 74                  |                     |                     |              |              |              |              |  |  |              |              |              |              |
|  |                     |                     |                     |                     |                     |                     |              |              |              |              |  |  |              |              |              |              |

### Tournoi de qualification 2 - Groupe C (Serik, Turquie)
|  | Quarts de finale     | Quarts de finale     | Quarts de finale     | Quarts de finale     |               |               | Demi-finales | Demi-finales | Demi-finales | Demi-finales |  |  | Finale      | Finale      | Finale      | Finale      |
|  |                      |                      |                      |                      |               |               |              |              |              |              |  |  |             |             |             |             |
|  | 27 septembre         | 27 septembre         | 27 septembre         | 27 septembre         |               |               | 29 septembre | 29 septembre | 29 septembre | 29 septembre |  |  | 1er octobre | 1er octobre | 1er octobre | 1er octobre |
|  | 27 septembre         | 27 septembre         | 27 septembre         | 27 septembre         |               |               | 29 septembre | 29 septembre | 29 septembre | 29 septembre |  |  | 1er octobre | 1er octobre | 1er octobre | 1er octobre |
|  | Cholet Basket        | Cholet Basket        | 76                   | 76                   |               |               | 29 septembre | 29 septembre | 29 septembre | 29 septembre |  |  | 1er octobre | 1er octobre | 1er octobre | 1er octobre |
|  | Cholet Basket        | Cholet Basket        | 76                   | 76                   |               |               | 29 septembre | 29 septembre | 29 septembre | 29 septembre |  |  | 1er octobre | 1er octobre | 1er octobre | 1er octobre |
|  | Antwerp Giants       | Antwerp Giants       | 72                   | 72                   |               |               | 29 septembre | 29 septembre | 29 septembre | 29 septembre |  |  | 1er octobre | 1er octobre | 1er octobre | 1er octobre |
|  | Antwerp Giants       | Antwerp Giants       | 72                   | 72                   | Cholet Basket | Cholet Basket | 96           | 96           |              |              |  |  | 1er octobre | 1er octobre | 1er octobre | 1er octobre |
|  |                      |                      |                      |                      | Cholet Basket | Cholet Basket | 96           | 96           |              |              |  |  | 1er octobre | 1er octobre | 1er octobre | 1er octobre |
|  |                      |                      | Pallacanestro Varèse | Pallacanestro Varèse | 88            | 88            |              |              |              |              |  |  | 1er octobre | 1er octobre | 1er octobre | 1er octobre |
|  | FMP Belgrade         | FMP Belgrade         | Pallacanestro Varèse | Pallacanestro Varèse | 88            | 88            | 71           | 71           |              |              |  |  | 1er octobre | 1er octobre | 1er octobre | 1er octobre |
|  | FMP Belgrade         | FMP Belgrade         |                      |                      |               |               |              | 71           |              |              |  |  | 1er octobre | 1er octobre | 1er octobre | 1er octobre |
|  | Pallacanestro Varèse | Pallacanestro Varèse | 73                   | 73                   |               |               |              |              |              |              |  |  | 1er octobre | 1er octobre | 1er octobre | 1er octobre |
|  | Pallacanestro Varèse | Pallacanestro Varèse | 73                   | 73                   | Cholet Basket | Cholet Basket | 80           | 80           |              |              |  |  |             |             |             |             |
|  |                      |                      |                      |                      | Cholet Basket | Cholet Basket | 80           | 80           |              |              |  |  |             |             |             |             |
|  |                      |                      | NB Brindisi          | NB Brindisi          | 69            | 69            |              |              |              |              |  |  |             |             |             |             |
|  | NB Brindisi          | NB Brindisi          | NB Brindisi          | NB Brindisi          | 69            | 69            | 77           | 77           |              |              |  |  |             |             |             |             |
|  | NB Brindisi          | NB Brindisi          |                      |                      |               |               |              |              |              |              |  |  |             |             |             |             |
|  | CSM CSU Oradea       | CSM CSU Oradea       | 74                   | 74                   |               |               |              |              |              |              |  |  |             |             |             |             |
|  | CSM CSU Oradea       | CSM CSU Oradea       | 74                   | 74                   | NB Brindisi   | NB Brindisi   | 78           | 78           |              |              |  |  |             |             |             |             |
|  |                      |                      |                      |                      | NB Brindisi   | NB Brindisi   | 78           | 78           |              |              |  |  |             |             |             |             |
|  |                      |                      | Heroes Den Bosch     | Heroes Den Bosch     | 63            | 63            |              |              |              |              |  |  |             |             |             |             |
|  | Heroes Den Bosch     | Heroes Den Bosch     | Heroes Den Bosch     | Heroes Den Bosch     | 63            | 63            | 96           | 96           |              |              |  |  |             |             |             |             |
|  | Heroes Den Bosch     | Heroes Den Bosch     |                      |                      |               |               |              | 96           |              |              |  |  |             |             |             |             |
|  | BG 74 Göttingen      | BG 74 Göttingen      | 84                   | 84                   |               |               |              |              |              |              |  |  |             |             |             |             |
|  | BG 74 Göttingen      | BG 74 Göttingen      | 84                   | 84                   |               |               |              |              |              |              |  |  |             |             |             |             |
|  |                      |                      |                      |                      |               |               |              |              |              |              |  |  |             |             |             |             |

### Tournoi de qualification 3 - Groupe E (Antalya, Turquie)
|  | Quarts de finale | Quarts de finale | Quarts de finale | Quarts de finale |                |                | Demi-finales | Demi-finales | Demi-finales | Demi-finales |  |  | Finale       | Finale       | Finale       | Finale       |
|  |                  |                  |                  |                  |                |                |              |              |              |              |  |  |              |              |              |              |
|  | 26 septembre     | 26 septembre     | 26 septembre     | 26 septembre     |                |                | 28 septembre | 28 septembre | 28 septembre | 28 septembre |  |  | 30 septembre | 30 septembre | 30 septembre | 30 septembre |
|  | 26 septembre     | 26 septembre     | 26 septembre     | 26 septembre     |                |                | 28 septembre | 28 septembre | 28 septembre | 28 septembre |  |  | 30 septembre | 30 septembre | 30 septembre | 30 septembre |
|  | SIG Strasbourg   | SIG Strasbourg   | 83               | 83               |                |                | 28 septembre | 28 septembre | 28 septembre | 28 septembre |  |  | 30 septembre | 30 septembre | 30 septembre | 30 septembre |
|  | SIG Strasbourg   | SIG Strasbourg   | 83               | 83               |                |                | 28 septembre | 28 septembre | 28 septembre | 28 septembre |  |  | 30 septembre | 30 septembre | 30 septembre | 30 septembre |
|  | BC Jonava        | BC Jonava        | 78               | 78               |                |                | 28 septembre | 28 septembre | 28 septembre | 28 septembre |  |  | 30 septembre | 30 septembre | 30 septembre | 30 septembre |
|  | BC Jonava        | BC Jonava        | 78               | 78               | SIG Strasbourg | SIG Strasbourg | 79           | 79           |              |              |  |  | 30 septembre | 30 septembre | 30 septembre | 30 septembre |
|  |                  |                  |                  |                  | SIG Strasbourg | SIG Strasbourg | 79           | 79           |              |              |  |  | 30 septembre | 30 septembre | 30 septembre | 30 septembre |
|  |                  |                  | Ironi Ness Ziona | Ironi Ness Ziona | 74             | 74             |              |              |              |              |  |  | 30 septembre | 30 septembre | 30 septembre | 30 septembre |
|  | Kauhajoki Karhu  | Kauhajoki Karhu  | Ironi Ness Ziona | Ironi Ness Ziona | 74             | 74             | 56           | 56           |              |              |  |  | 30 septembre | 30 septembre | 30 septembre | 30 septembre |
|  | Kauhajoki Karhu  | Kauhajoki Karhu  |                  |                  |                |                |              | 56           |              |              |  |  | 30 septembre | 30 septembre | 30 septembre | 30 septembre |
|  | Ironi Ness Ziona | Ironi Ness Ziona | 92               | 92               |                |                |              |              |              |              |  |  | 30 septembre | 30 septembre | 30 septembre | 30 septembre |
|  | Ironi Ness Ziona | Ironi Ness Ziona | 92               | 92               | SIG Strasbourg | SIG Strasbourg | 82           | 82           |              |              |  |  |              |              |              |              |
|  |                  |                  |                  |                  | SIG Strasbourg | SIG Strasbourg | 82           | 82           |              |              |  |  |              |              |              |              |
|  |                  |                  | Obradoiro CAB    | Obradoiro CAB    | 78             | 78             |              |              |              |              |  |  |              |              |              |              |
|  | Legia Varsovie   | Legia Varsovie   | Obradoiro CAB    | Obradoiro CAB    | 78             | 78             | 70           | 70           |              |              |  |  |              |              |              |              |
|  | Legia Varsovie   | Legia Varsovie   |                  |                  |                |                |              |              |              |              |  |  |              |              |              |              |
|  | Fribourg Olympic | Fribourg Olympic | 59               | 59               |                |                |              |              |              |              |  |  |              |              |              |              |
|  | Fribourg Olympic | Fribourg Olympic | 59               | 59               | Legia Varsovie | Legia Varsovie | 66           | 66           |              |              |  |  |              |              |              |              |
|  |                  |                  |                  |                  | Legia Varsovie | Legia Varsovie | 66           | 66           |              |              |  |  |              |              |              |              |
|  |                  |                  | Obradoiro CAB    | Obradoiro CAB    | 74             | 74             |              |              |              |              |  |  |              |              |              |              |
|  | Mornar Bar       | Mornar Bar       | Obradoiro CAB    | Obradoiro CAB    | 74             | 74             | 56           | 56           |              |              |  |  |              |              |              |              |
|  | Mornar Bar       | Mornar Bar       |                  |                  |                |                |              | 56           |              |              |  |  |              |              |              |              |
|  | Obradoiro CAB    | Obradoiro CAB    | 90               | 90               |                |                |              |              |              |              |  |  |              |              |              |              |
|  | Obradoiro CAB    | Obradoiro CAB    | 90               | 90               |                |                |              |              |              |              |  |  |              |              |              |              |
|  |                  |                  |                  |                  |                |                |              |              |              |              |  |  |              |              |              |              |

## Saison régulière
32 équipes participent à la saison régulière, réparties en 8 groupes de 4 équipes.
Légende :

### Groupe A
| Rang | Équipe             | Pts | J | G | P | Pp  | Pc  | Diff |  | Résultats (dom.\ext.) |       |       |       |       |
| ---- | ------------------ | --- | - | - | - | --- | --- | ---- |  | --------------------- | ----- | ----- | ----- | ----- |
| 1    | Unicaja Málaga     | 10  | 6 | 4 | 2 | 490 | 442 | 48   |  | Unicaja Málaga        |       | 83-74 | 81-64 | 88-65 |
| 2    | Le Mans SB (+36)   | 9   | 6 | 3 | 3 | 477 | 463 | 14   |  | Le Mans SB            | 85-78 |       | 96-68 | 63-81 |
| 3    | Peristéri BC (-36) | 9   | 6 | 3 | 3 | 463 | 493 | -30  |  | Peristéri BC          | 76-73 | 78-86 |       | 87-70 |
| 4    | Falco Szombathely  | 8   | 6 | 2 | 4 | 456 | 488 | -32  |  | Falco Szombathely     | 78-87 | 75-73 | 87-90 |       |

### Groupe B
| Rang | Équipe            | Pts | J | G | P | Pp  | Pc  | Diff |  | Résultats (dom.\ext.) |        |        |       |        |
| ---- | ----------------- | --- | - | - | - | --- | --- | ---- |  | --------------------- | ------ | ------ | ----- | ------ |
| 1    | JDA Dijon         | 11  | 6 | 5 | 1 | 526 | 441 | 85   |  | JDA Dijon             |        | 87-83  | 88-80 | 99-64  |
| 2    | Rytas Vilnius     | 10  | 6 | 4 | 2 | 509 | 455 | 54   |  | Rytas Vilnius         | 79-77  |        | 77-75 | 99-63  |
| 3    | Promithéas Patras | 9   | 6 | 3 | 3 | 516 | 475 | 41   |  | Promithéas Patras     | 68-71  | 78-76  |       | 115-66 |
| 4    | BK Opava          | 6   | 6 | 0 | 6 | 432 | 612 | -180 |  | BK Opava              | 67-104 | 97-100 | 75-95 |        |

### Groupe C
| Rang | Équipe               | Pts | J | G | P | Pp  | Pc  | Diff |  | Résultats (dom.\ext.) |       |       |       |       |
| ---- | -------------------- | --- | - | - | - | --- | --- | ---- |  | --------------------- | ----- | ----- | ----- | ----- |
| 1    | CB Lenovo Tenerife   | 10  | 6 | 4 | 2 | 490 | 443 | 47   |  | CB Lenovo Tenerife    |       | 95-75 | 72-63 | 76-55 |
| 2    | Cholet Basket (+22)  | 9   | 6 | 3 | 3 | 485 | 495 | -10  |  | Cholet Basket         | 85-91 |       | 97-86 | 74-73 |
| 3    | Darüşşafaka SK (-22) | 9   | 6 | 3 | 3 | 488 | 500 | -12  |  | Darüşşafaka SK        | 88-84 | 80-91 |       | 87-81 |
| 4    | VEF Riga             | 8   | 6 | 2 | 4 | 431 | 456 | -25  |  | VEF Riga              | 77-72 | 70-63 | 75-84 |       |

### Groupe D
| Rang | Équipe                                | Pts | J | G | P | Pp  | Pc  | Diff |  | Résultats (dom.\ext.)            |       |       |        |       |
| ---- | ------------------------------------- | --- | - | - | - | --- | --- | ---- |  | -------------------------------- | ----- | ----- | ------ | ----- |
| 1    | AEK BETSSON Athènes                   | 11  | 6 | 5 | 1 | 528 | 461 | 67   |  | AEK BETSSON Athènes              |       | 84-79 | 110-79 | 86-64 |
| 2    | MHP Riesen Ludwigsburg                | 9   | 6 | 3 | 3 | 480 | 490 | -10  |  | MHP Riesen Ludwigsburg           | 83-79 |       | 79-89  | 82-78 |
| 3    | Dinamo Banco di Sardegna Sassari (+8) | 8   | 6 | 2 | 4 | 509 | 543 | -34  |  | Dinamo Banco di Sardegna Sassari | 79-83 | 80-97 |        | 97-81 |
| 4    | Wilki Morskie Szczecin (-8)           | 8   | 6 | 2 | 4 | 473 | 496 | -23  |  | Wilki Morskie Szczecin           | 77-86 | 80-60 | 93-85  |       |

### Groupe E
| Rang | Équipe                 | Pts | J | G | P | Pp  | Pc  | Diff |  | Résultats (dom.\ext.)  |       |       |       |       |
| ---- | ---------------------- | --- | - | - | - | --- | --- | ---- |  | ---------------------- | ----- | ----- | ----- | ----- |
| 1    | SIG Strasbourg         | 10  | 6 | 4 | 2 | 487 | 467 | 20   |  | SIG Strasbourg         |       | 80-65 | 81-68 | 85-77 |
| 2    | Pınar Karşıyaka (+15)  | 9   | 6 | 3 | 3 | 495 | 487 | 8    |  | Pınar Karşıyaka        | 87-72 |       | 94-77 | 85-83 |
| 3    | Fillou Ostende (-15)   | 9   | 6 | 3 | 3 | 462 | 499 | -37  |  | Fillou Ostende         | 87-84 | 78-76 |       | 88-83 |
| 4    | EWE Baskets Oldenbourg | 8   | 6 | 2 | 4 | 504 | 495 | 9    |  | EWE Baskets Oldenbourg | 83-85 | 97-88 | 81-64 |       |

### Groupe F
| Rang | Équipe                 | Pts | J | G | P | Pp  | Pc  | Diff |  | Résultats (dom.\ext.)  |       |       |       |       |
| ---- | ---------------------- | --- | - | - | - | --- | --- | ---- |  | ---------------------- | ----- | ----- | ----- | ----- |
| 1    | Telekom Baskets Bonn   | 9   | 6 | 3 | 3 | 497 | 473 | 24   |  | Telekom Baskets Bonn   |       | 74-75 | 86-71 | 82-92 |
| 2    | Hapoël Holon           | 9   | 6 | 3 | 3 | 463 | 456 | 7    |  | Hapoël Holon           | 65-72 |       | 84-79 | 74-75 |
| 3    | Rio Breogán            | 9   | 6 | 3 | 3 | 462 | 459 | 3    |  | Rio Breogán            | 97-92 | 82-72 |       | 68-48 |
| 4    | Bursaspor Info Yatirim | 9   | 6 | 3 | 3 | 439 | 473 | -34  |  | Bursaspor Info Yatirim | 73-91 | 74-93 | 77-65 |       |

### Groupe G
| Rang | Équipe                      | Pts | J | G | P | Pp  | Pc  | Diff |  | Résultats (dom.\ext.)       |       |       |       |       |
| ---- | --------------------------- | --- | - | - | - | --- | --- | ---- |  | --------------------------- | ----- | ----- | ----- | ----- |
| 1    | Hapoël Bank Yahav Jérusalem | 11  | 6 | 5 | 1 | 513 | 440 | 73   |  | Hapoël Bank Yahav Jérusalem |       | 71-61 | 99-96 | 97-68 |
| 2    | PAOK Salonique (+5)         | 9   | 6 | 3 | 3 | 455 | 478 | -23  |  | PAOK Salonique              | 79-77 |       | 79-85 | 76-74 |
| 3    | Galatasaray SK (-5)         | 9   | 6 | 3 | 3 | 513 | 492 | 21   |  | Galatasaray SK              | 70-85 | 77-88 |       | 98-78 |
| 4    | SL Benfica Lisbonne         | 7   | 6 | 1 | 5 | 443 | 514 | -71  |  | SL Benfica Lisbonne         | 66-84 | 94-72 | 63-87 |       |

### Groupe H
| Rang | Équipe                        | Pts | J | G | P | Pp  | Pc  | Diff |  | Résultats (dom.\ext.)    |       |       |         |       |
| ---- | ----------------------------- | --- | - | - | - | --- | --- | ---- |  | ------------------------ | ----- | ----- | ------- | ----- |
| 1    | UCAM Murcia (+8)              | 11  | 6 | 5 | 1 | 517 | 427 | 90   |  | UCAM Murcia              |       | 87-75 | 115-89  | 72-47 |
| 2    | Bertram Derthona Tortona (-8) | 11  | 6 | 5 | 1 | 500 | 484 | 16   |  | Bertram Derthona Tortona | 78-74 |       | 91-85   | 91-84 |
| 3    | Tofaş Bursa SK                | 8   | 6 | 2 | 4 | 532 | 551 | -19  |  | Tofaş Bursa SK           | 75-90 | 80-88 |         | 99-65 |
| 4    | KK Igokea                     | 6   | 6 | 0 | 6 | 435 | 522 | -87  |  | KK Igokea                | 63-79 | 74-77 | 102-104 |       |

## Play-in
Les play-ins se déroulent du 2 au 17 janvier 2024 et opposent les 2es et 3es de groupes de la saison régulière. Ils consistent en une rencontre au meilleur des 3 manches, avec avantage du terrain pour l'équipe qui s'est classée 2e. Les vainqueurs se qualifient pour le Top 16.
| Équipe 1                 | Séries | Équipe 2                         | Match 1 | Match 2    | Match 3 |
| ------------------------ | ------ | -------------------------------- | ------- | ---------- | ------- |
| Le Mans SB               | 0 - 2  | Promithéas Patras                | 68-78   | 78-91      | —       |
| Rytas Vilnius            | 0 - 2  | Peristéri BC                     | 92-110  | 80-83      | —       |
| Cholet Basket            | 2 - 1  | Dinamo Banco di Sardegna Sassari | 72-93   | 95-91      | 93-77   |
| MHP Riesen Ludwigsburg   | 2 - 1  | Darüşşafaka SK                   | 82-63   | 72-83      | 99-73   |
| Pınar Karşıyaka          | 2 - 1  | Rio Breogán                      | 89-85   | 73-80      | 86-76   |
| Hapoël Holon             | 2 - 1  | Fillou Ostende                   | 80-70   | 61-71      | 78-72   |
| PAOK Salonique           | 1 - 2  | Tofaş Bursa SK                   | 63-95   | 88-87 (ap) | 71-84   |
| Bertram Derthona Tortona | 0 - 2  | Galatasaray SK                   | 70-71   | 89-95      | —       |

## Top 16
Le Top 16 se déroule du 23 janvier au 20 mars 2024 et met aux prises les huit vainqueurs de groupe de la saison régulière ainsi que les huit gagnants des play-ins. Les 16 équipes sont divisées en 4 groupes de 4. Les deux premiers de chaque groupe se qualifient pour les quarts de finale.

### Groupe I
| Rang | Équipe               | Pts | J | G | P | Pp  | Pc  | Diff |  | Résultats (dom.\ext.) |       |       | STR   | CHO   |
| ---- | -------------------- | --- | - | - | - | --- | --- | ---- |  | --------------------- | ----- | ----- | ----- | ----- |
| 1    | Unicaja Málaga       | 12  | 6 | 6 | 0 | 510 | 422 | 88   |  | Unicaja Málaga        |       | 89-70 | 91-62 | 85-70 |
| 2    | Tofaş Bursa SK (+19) | 8   | 6 | 2 | 4 | 462 | 466 | -4   |  | Tofaş Bursa SK        | 76-80 |       | 93-71 | 84-71 |
| 3    | SIG Strasbourg (-2)  | 8   | 6 | 2 | 4 | 470 | 510 | -40  |  | SIG Strasbourg        | 70-79 | 78-65 |       | 96-84 |
| 4    | Cholet Basket (-17)  | 8   | 6 | 2 | 4 | 474 | 518 | -44  |  | Cholet Basket         | 74-86 | 77-74 | 98-93 |       |

### Groupe J
| Rang | Équipe                 | Pts | J | G | P | Pp  | Pc  | Diff |  | Résultats (dom.\ext.)  | BON   | LUD   |       |        |
| ---- | ---------------------- | --- | - | - | - | --- | --- | ---- |  | ---------------------- | ----- | ----- | ----- | ------ |
| 1    | Telekom Baskets Bonn   | 11  | 6 | 5 | 1 | 500 | 466 | 34   |  | Telekom Baskets Bonn   |       | 80-75 | 89-74 | 89-76  |
| 2    | MHP Riesen Ludwigsburg | 9   | 6 | 3 | 3 | 507 | 479 | 28   |  | MHP Riesen Ludwigsburg | 81-85 |       | 71-59 | 100-80 |
| 3    | JDA Dijon (+12)        | 8   | 6 | 2 | 4 | 458 | 490 | -32  |  | JDA Dijon              | 62-72 | 82-89 |       | 85-76  |
| 4    | Galatasaray SK (-12)   | 8   | 6 | 2 | 4 | 516 | 546 | -30  |  | Galatasaray SK         | 98-85 | 93-91 | 93-96 |        |

### Groupe K
| Rang | Équipe                            | Pts | J | G | P | Pp  | Pc  | Diff |  | Résultats (dom.\ext.)       |        |       |       |       |
| ---- | --------------------------------- | --- | - | - | - | --- | --- | ---- |  | --------------------------- | ------ | ----- | ----- | ----- |
| 1    | CB Lenovo Tenerife                | 10  | 6 | 4 | 2 | 521 | 511 | 10   |  | CB Lenovo Tenerife          |        | 89-68 | 95-92 | 88-79 |
| 2    | Peristéri BC (+13)                | 9   | 6 | 3 | 3 | 473 | 475 | -2   |  | Peristéri BC                | 90-82  |       | 75-77 | 76-73 |
| 3    | Hapoël Bank Yahav Jérusalem (-13) | 9   | 6 | 3 | 3 | 485 | 479 | 6    |  | Hapoël Bank Yahav Jérusalem | 85-61  | 61-76 |       | 83-74 |
| 4    | Pınar Karşıyaka                   | 8   | 6 | 2 | 4 | 514 | 528 | -14  |  | Pınar Karşıyaka             | 97-106 | 93-88 | 98-87 |       |

### Groupe L
| Rang | Équipe                 | Pts | J | G | P | Pp  | Pc  | Diff |  | Résultats (dom.\ext.) |       | PRO   |         | AEK    |
| ---- | ---------------------- | --- | - | - | - | --- | --- | ---- |  | --------------------- | ----- | ----- | ------- | ------ |
| 1    | UCAM Murcia (+21)      | 10  | 6 | 4 | 2 | 490 | 453 | 37   |  | UCAM Murcia           |       | 90-81 | 78-61   | 100-89 |
| 2    | Promithéas Patras (+0) | 10  | 6 | 4 | 2 | 485 | 472 | 13   |  | Promithéas Patras     | 79-78 |       | 92-93   | 80-79  |
| 3    | Hapoël Holon (-21)     | 10  | 6 | 4 | 2 | 474 | 480 | -6   |  | Hapoël Holon          | 64-60 | 65-74 |         | 79-68  |
| 4    | AEK BETSSON Athènes    | 6   | 6 | 0 | 6 | 490 | 534 | -44  |  | AEK BETSSON Athènes   | 79-84 | 67-79 | 108-112 |        |

## Phase finale
Le tirage au sort du tableau des playoffs est annoncé le 21 mars 2024. Le final four est disputé à Belgrade.
|  | Quarts de finale | Quarts de finale       | Quarts de finale | Quarts de finale | Quarts de finale     |    |                        | Demi-finales           | Demi-finales           | Demi-finales           |                        |    | Finale | Finale             | Finale |
|  |                  |                        |                  |                  |                      |    |                        |                        |                        |                        |                        |    |        |                    |        |
|  | K1               | CB Lenovo Tenerife     | 83               | 81               | 78                   |    |                        |                        |                        |                        |                        |    |        |                    |        |
|  | I2               | Tofaş Bursa SK         | 77               | 90               | 55                   |    |                        |                        |                        |                        |                        |    |        |                    |        |
|  | I2               | Tofaş Bursa SK         | 77               | 90               | 55                   |    | K1                     | CB Lenovo Tenerife     | 97                     |                        |                        |    |        |                    |        |
|  |                  |                        |                  |                  |                      |    | K1                     | CB Lenovo Tenerife     | 97                     |                        |                        |    |        |                    |        |
|  |                  | K2                     | Peristéri BC     | 93               |                      |    |                        |                        |                        |                        |                        |    |        |                    |        |
|  | J1               | K2                     | Peristéri BC     | 93               | Telekom Baskets Bonn | 89 | 62                     | 77                     |                        |                        |                        |    |        |                    |        |
|  | J1               |                        |                  |                  | Telekom Baskets Bonn | 89 | 62                     | 77                     |                        |                        |                        |    |        |                    |        |
|  | K2               | Peristéri BC           | 78               | 90               | 89                   |    |                        |                        |                        |                        |                        |    |        |                    |        |
|  |                  |                        |                  |                  |                      |    |                        |                        |                        |                        |                        |    | K1     | CB Lenovo Tenerife | 75     |
|  |                  | I1                     | Unicaja Málaga   | 80               |                      |    |                        |                        |                        |                        |                        |    |        |                    |        |
|  | L1               | UCAM Murcia            | 98               | 85               | -                    |    |                        |                        |                        |                        |                        |    |        |                    |        |
|  | J2               | MHP Riesen Ludwigsburg | 72               | 72               | -                    |    |                        |                        |                        |                        |                        |    |        |                    |        |
|  | J2               | MHP Riesen Ludwigsburg | 72               | 72               | -                    |    | L1                     | UCAM Murcia            | 74                     |                        |                        |    |        |                    |        |
|  |                  |                        |                  |                  |                      |    | L1                     | UCAM Murcia            | 74                     |                        |                        |    |        |                    |        |
|  |                  | I1                     | Unicaja Málaga   | 80               |                      |    | Match pour la 3e place | Match pour la 3e place | Match pour la 3e place | Match pour la 3e place | Match pour la 3e place |    |        |                    |        |
|  | I1               | I1                     | Unicaja Málaga   | 80               | Unicaja Málaga       | 67 | Match pour la 3e place | Match pour la 3e place | Match pour la 3e place | Match pour la 3e place | Match pour la 3e place | 90 | -      |                    |        |
|  | I1               |                        |                  |                  | Unicaja Málaga       | 67 |                        |                        |                        |                        |                        | 90 | -      |                    |        |
|  | L2               | Promithéas Patras      | 54               | 83               | -                    |    |                        |                        |                        |                        |                        |    | K2     | Peristéri BC       | 84     |
|  |                  |                        |                  |                  |                      |    |                        |                        |                        |                        |                        |    | L1     | UCAM Murcia        | 87     |

En 1/4 de finale, l'équipe la mieux classée reçoit lors du match aller et de la belle éventuelle.

## Récompenses individuelles

### Récompenses de la saison
- Meilleur joueur (MVP)[4] :  Marcelinho Huertas ( CB Lenovo Tenerife)
- Meilleur joueur du Final four[5] :  Kendrick Perry ( Unicaja Málaga)
- Meilleur défenseur[4] :  Howard Sant-Roos ( UCAM Murcia)
- Meilleur jeune joueur[4] :  Tidjane Salaün ( Cholet Basket)
- Meilleur coach[4] :  Vasílis Spanoúlis ( Peristéri BC)

- Premier et deuxième cinq majeurs[4] :

| Premier cinq majeur | Premier cinq majeur | Deuxième cinq majeur | Deuxième cinq majeur        |
| Joueur              | Équipe              | Joueur               | Équipe                      |
| ------------------- | ------------------- | -------------------- | --------------------------- |
| Marcelinho Huertas  | CB Lenovo Tenerife  | Hunter Hale          | Peristéri BC                |
| Joe Ragland         | Peristéri BC        | Dylan Ennis          | UCAM Murcia                 |
| Kendrick Perry      | Unicaja Málaga      | Levi Randolph        | Hapoël Bank Yahav Jérusalem |
| David Kravish       | Unicaja Málaga      | Dylan Osetkowski     | Unicaja Málaga              |
| Austin Wiley        | Tofaş Bursa SK      | Vernon Carey Jr.     | Pınar Karşıyaka             |

### Récompenses mensuelles

#### MVP du mois
| Mois     | Joueur                 | Équipe                            | Pts  | Reb | PD   | Éval |
| -------- | ---------------------- | --------------------------------- | ---- | --- | ---- | ---- |
| Octobre  | Vernon Carey Jr. (1/1) | Pınar Karşıyaka (1/1)             | 16,5 |     |      | 25,0 |
| Novembre | Justin Tillman (1/1)   | AEK BETSSON Athènes (1/1)         | 16,0 | 9,0 |      | 20,5 |
| Décembre | Levi Randolph (1/1)    | Hapoël Bank Yahav Jérusalem (1/1) | 21,0 |     |      | 18,5 |
| Janvier  | Hunter Hale (1/1)      | Promithéas Patras (1/1)           | 22,8 |     | 3,0  | 19,3 |
| Mars     | Joe Ragland (1/1)      | Peristéri BC (1/1)                | 16,7 |     | 11,0 | 24,7 |

#### Équipe du mois
| Mois     | PG                                                    | SG                                                    | SF                                               | PF                                                    | C                                               |
| -------- | ----------------------------------------------------- | ----------------------------------------------------- | ------------------------------------------------ | ----------------------------------------------------- | ----------------------------------------------- |
| Octobre  | Chris Dowe (1/1) Bertram Derthona Tortona (1/1)       | Gregor Hrovat (1/1) JDA Dijon (1/2)                   | Justin Tillman (1/2) AEK BETSSON Athènes (1/2)   | David McCormack (en) (1/2) Darüşşafaka SK (1/2)       | Vernon Carey Jr. (1/1) Pınar Karşıyaka (1/1)    |
| Novembre | Marcelinho Huertas (1/3) CB Lenovo Tenerife (1/3)     | David Holston (1/1) JDA Dijon (2/2)                   | Kendall Smith (1/1) PAOK Salonique (1/1)         | Levi Randolph (1/2) Hapoël Bank Yahav Jérusalem (1/2) | Justin Tillman (2/2) AEK BETSSON Athènes (2/2)  |
| Décembre | Muhammad-Ali Abdur-Rahkman (1/1) Darüşşafaka SK (2/2) | Levi Randolph (2/2) Hapoël Bank Yahav Jérusalem (2/2) | Pierre-Antoine Gillet (1/1) Fillou Ostende (1/1) | Gytis Radzevičius (1/1) Rytas Vilnius (1/1)           | David McCormack (en) (2/2) Galatasaray SK (1/1) |
| Janvier  | Marcelinho Huertas (2/3) CB Lenovo Tenerife (2/3)     | Hunter Hale (1/1) Promithéas Patras (1/2)             | Craig Randall II (1/1) Cholet Basket (1/1)       | Justin Smith (1/1) Hapoël Holon (1/1)                 | Austin Wiley (1/1) Tofaş Bursa SK (1/1)         |
| Mars     | Joe Ragland (1/1) Peristéri BC (1/1)                  | Marcelinho Huertas (3/3) CB Lenovo Tenerife (3/3)     | Jayvon Graves (1/1) MHP Riesen Ludwigsburg (1/1) | Dustin Sleva (1/1) UCAM Murcia (1/1)                  | Jaime Echenique (1/1) Promithéas Patras (2/2)   |